# Cynopterus titthaecheilus
Cynopterus titthaecheilus es una especie de murciélago de la familia de los megaquirópteros. Vive en Indonesia y Timor Oriental. Su hábitat natural son los bosques secundarios, pero también se puede encontrar en hábitats perturbados. Se cree que no hay ninguna amenaza significativa para la supervivencia de esta especie.